# Орбакайте, Кристина Эдмундовна
Кристи́на Эдмундовна Орбака́йте (лит. Kristina Orbakaitė, род. 25 мая 1971, Москва) — советская и российская эстрадная певица, актриса, заслуженная артистка Российской Федерации (2013).
На счету Орбакайте несколько театральных работ и около трёх десятков работ в кинофильмах, телефильмах, мюзиклах. Репертуар певицы насчитывает более 150 песен. Является многократным лауреатом премии «Золотой граммофон». В 2005 году была признана лучшей певицей года по итогам хит-парада «Звуковая дорожка».
Дочь певицы, актрисы, народной артистки СССР Аллы Пугачёвой и артиста эстрадно-циркового жанра Миколаса Эдмундаса Орбакаса.

## Биография

### 1971—1985 годы
Родилась 25 мая 1971 года в Москве в семье начинающей певицы Аллы Пугачёвой и артиста оригинального жанра Миколаса Эдмундаса Орбакаса. По некоторым источникам, Орбакайте родилась в Лондоне. Родители развелись, когда ей было два года.
Из-за плотного гастрольного графика родителей Орбакайте редко виделась с ними. Вплоть до поступления в школу большую часть детства прожила в Литве у родителей Орбакаса в посёлке Швянтойи (ныне в составе города Паланги) у Балтийского моря и у родителей Пугачёвой в Москве. Под надзором бабушки по материнской линии Зинаиды Архиповны занималась на фортепиано. Занималась в балетной школе. К 1978 году относится первое выступление Орбакайте на телевидении — в передаче «Весёлые нотки», где она спела песню «Солнышко смеётся» (стихи Иды Векшегоновой, музыка Эдуарда Ханка). В 1980 г. эта песня вышла в журнале «Кругозор» № 12 (201), грампластинка 8.
В одиннадцатилетнем возрасте была утверждена на роль Лены Бессольцевой в фильме Ролана Быкова по повести Владимира Железникова «Чучело». Съёмки фильма проходили с сентября 1982 по март 1983, а премьера состоялась 9 января 1984 года в Московском Доме кино.
Во время премьерного показа фильма в США работа Орбакайте вызвала восторженные отзывы американских кинокритиков. Газета «Los Angeles Times» в своей рецензии сравнила Орбакайте с Мерил Стрип:

Фильм снят в великолепной смешанной цветовой гамме: улицы, где среди падающих листьев носятся стаи подростков в школьной форме; и тёмные комнаты, заставленные гнутой мебелью, в старых, похожих на пряничные, деревянных домах. А в центре — выделяющаяся из общей массы, постоянно открывающаяся с новой стороны главная героиня в исполнении 12-летней Кристины Орбакайте, которая из наивного ребёнка, трогательно стремящегося стать своей среди одноклассников, вырастает в настоящую личность. Кристина играет Лену, светловолосую тонкую, как тростинка, девочку, которая новенькой приходит в маленькую провинциальную школу в одном из подмосковных городков на берегу реки. Её лицо отличается той особой простотой, которую обессмертили художники эпохи Возрождения; её ясный прямой взгляд потрясает. Такой могла бы быть Мэрил Стрип в 12 лет. И, совершенно предсказуемо, она считает себя уродиной.
Оригинальный текст (англ.)«The film is done with a gorgeous, misty palette: outdoors where uniformed cadet bands oom-pah-pah among the falling leaves, inside in dark, old wooden houses, gingerbread around their shutters, the rooms crammed with bentwood furniture. And at the heart of the film is a luminous, steadily unfolding central performance by a 12-year-old, Christina Orbakaite, who grows from a naive child, pathetically anxious to be accepted, to a genuine heroine. She plays Lena, a reed-like, pale-blond newcomer to a small provincial school in one of the riverside towns that ring Moscow today. Her face has the sort of planes that Renaissance painters immortalized; her clear, direct gaze is pure and shattering. She could be Meryl Streep at the age of 12. Predictably, she believes she’s ugly.»
— Los Angeles Times, 10 июля 1987 года
Газета «Richmond Times-Dispatch» назвала игру Орбакайте в фильме «выдающейся», а саму актрису — «дочерью суперзвезды рока»:

«Чучело» Ролана Быкова — необыкновенно сильный фильм о жестокости в среде школьных группировок, которая из «невинного» стремления самоутвердиться за счёт других переходит в настоящую травлю, даже в символическое сожжение на костре. Игра Кристины Орбакайте (дочери суперзвезды рока) — совершенно выдающаяся в роли жертвы.
Оригинальный текст (англ.)«The film „Scarecrow“ (1983) by Rolan Bykov, is an extraordinarily tough film about the cruelty within the inner circles of schoolchildren, progressing from „innocent“ one-upsmanship to persecution, even effigy burning. Kristina Orbakaite (the daughter of a rock superstar) is outstanding in her role as the victim».
— Richmond Times-Dispatch. Richmond, Va., 21 ноября 1987 года
«Washington Post» сравнила юную актрису с ангелом («Orbakaite has seraphic quality», «Washington Post», 18 ноября 1987 года), а «San Francisco Chronicle» охарактеризовала её работу как «незабываемую» («Orbakaite gives haunting performance», «San Francisco Chronicle», 18 сентября 1987 года).
Помимо работы в кино, Орбакайте продолжала делать свои первые шаги на эстраде. В 1983 году в дуэте с матерью спела песню «А знаешь, всё ещё будет». В 1984 году — песню Игоря Николаева «Ну почему». В 1985 году в телепередаче «Утренняя почта» исполнила «Пусть говорят» (музыка и слова Игоря Николаева), которая затем вышла на её первой пластинке.

### 1986—1995 годы
7 октября 1986 года Орбакайте познакомилась с Владимиром Пресняковым — младшим, с которым через какое-то время начинала встречаться, а позже — жить вместе. 21 мая 1991 года у них родился сын Никита.
Продолжала работу танцовщицей в балете «Рецитал». В начале 1990-х г. г. участвовала в балете «Тодес». Снялась в фильмах «Виват, Гардемарины!» (1990), «Гардемарины-III» (1992), «Благотворительный бал» (1993) и «Лимита» (1994). В декабре 1992 года Орбакайте в «Рождественских встречах» Аллы Пугачёвой исполнила песню «Поговорим» (музыка и слова Игоря Николаева). Этот год стал началом сольной карьеры певицы.
Песня «Поговорим» стала хитом. В 1994 году выпустила дебютный альбом «Верность».
Совмещая танцы, съёмки в кино и запись песен, Орбакайте стала играть в театре. В июле 1995 она играла на Малой сцене Московского художественного театра в спектакле «Понедельник после чуда» по пьесе У. Гибсона. Впоследствии за роль Хеллен Келлер в этом спектакле она получает премию Министерства культуры России за лучшую женскую роль. В июле 1995 года поступила на актёрский факультет Российской академии театрального искусства (курс народного артиста СССР Владимира Андреева).

### 1996—2000 годы
В начале 1996 года отправилась в семейное мировое турне (Пугачёва — Киркоров — Орбакайте — Пресняков) под названием «Звёздное лето». В рамках этого тура она впервые выступает в нью-йоркском «Карнеги холл». В июне 1996 года принимала участие в предвыборной акции «Голосуй или проиграешь» в поддержку Бориса Ельцина, а осенью выпустила второй альбом «Ноль часов ноль минут». Вышли видеоклипы на песни «Танго» и «Вербочки».
В 1997 окончила ГИТИС. В том же году рассталась с Владимиром Пресняковым — младшим и начала встречаться с бизнесменом Русланом Байсаровым. 10 мая 1998 года у них родился сын Дени.
В марте 1998 года вышел третий альбом — «Ты», состоящий из 12 песен. Озаглавила альбом песня «Ты», которую раньше исполняла Пугачёва под названием «Ты на свете есть».
Орбакайте продолжала сниматься в кино («Дорога, дорогой, дорогая» (1997) и «Фара» (1998)) и играть в театре («Барышня-крестьянка» (Московский театр имени М. Н. Ермоловой, 1998)). Эта работа — дипломный спектакль Орбакайте как студентки РАТИ.
14 и 15 апреля 1999 года Орбакайте дала свои первые сольные концерты в Москве в ГЦКЗ «Россия» под названием «Той женщине, которая…» Они были приурочены к юбилею Аллы Пугачёвой. Позже вышел одноимённый альбом, включающий аудиоверсию концертов.
В мае 2000 года в Монте-Карло была награждена премией «The World Music Awards» как самая распродаваемая певица России. В сентябре 2000 выпустила четвёртый альбом — «Май».

### 2001—2005 годы
За этот период Орбакайте выпустила альбомы «Верь в чудеса», «Перелётная птица» и «My life». Гастролировала по России, странам СНГ, Америке, Израилю и Германии. 17 и 18 марта 2001 года дала два сольных концерта в Москве, в ГЦКЗ «Россия». Режиссёром-постановщиком новой программы «Это мой мир» выступила Алла Пугачёва. Концерт неоднократно транслировался по ТВ, вышел на DVD. В ноябре 2001 года Орбакайте вернулась в театр. Её новой работой стал спектакль «Даная» в Московском Театре Эстрады.
В феврале 2002 года получила литовский паспорт. В этом же году Орбакайте была снова признана самой распродаваемой певицей России на «The World Music Awards».
В 2002—2003 годах сотрудничала с певцом Авраамом Руссо. Артисты записали песни «Любовь, которой больше нет» и «Просто любить тебя», за которые получили множество наград; создали совместную концертную программу, с которой выступили в ряде городов, в том числе и в Москве, в Кремлёвском дворце. После чего последовал распад творческого дуэта.
В 2005 году Орбакайте получила премию «МУЗ-ТВ» в номинации «Лучшая исполнительница года». Годом позже получила вторую премию в этой же номинации.

### 2006—2010 годы
В 2006 году Кристина Орбакайте совместно с Гошей Куценко снялась в комедии Александра Стриженова «Любовь-морковь». Картину посмотрело более 2 млн зрителей, общие сборы превысили 11,5 млн долларов. В 2008 году вышла вторая часть (3 млн зрителей, сборы — 16,9 млн долларов), позже — третья. Также играла роль императрицы Александры Фёдоровны в фильме «Заговор» (2007), посвящённом убийству Григория Распутина.
Летом 2008 года вышел восьмой альбом Орбакайте — «Слышишь — это я…». Он состоял из песен последних лет, в том числе композиции «Солнце», «Спичка» и дуэта с Аллой Пугачёвой — «Опять метель», записанного специально для фильма «Ирония судьбы. Продолжение».
В августе 2009 произошёл конфликт между Орбакайте и Русланом Байсаровым из-за их сына Дени. После многомесячной тяжбы, судебных разбирательств и участия Орбакайте на слушаниях в Государственной Думе, посвящённых семейному законодательству, стороны разрешили конфликт, подписав мировое соглашение.

### 2011—2015 годы

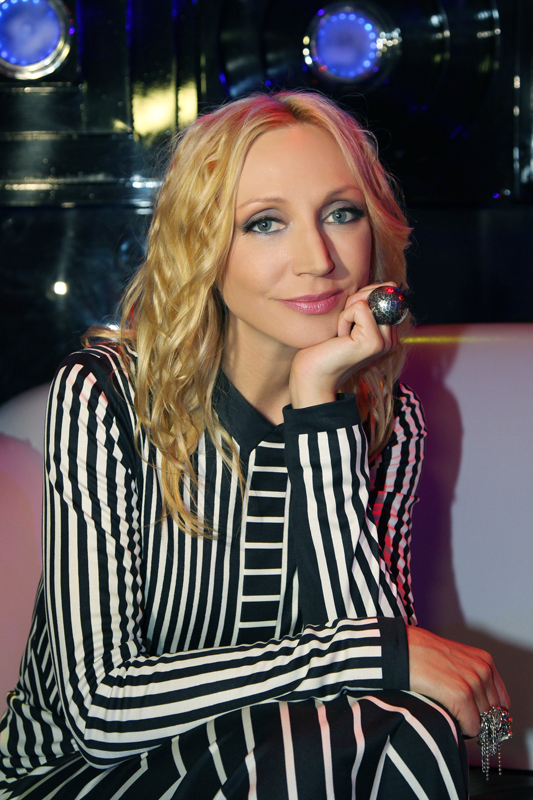
Кристина Орбакайте на презентации клипа «Маски»

В 2011 году вышла заключительная часть трилогии «Любовь-морковь 3». Фильм посмотрело 1,5 млн зрителей, а сборы картины превысили 8,5 млн долларов.
15 апреля 2011 в Государственном Кремлёвском дворце состоялся сольный концерт Орбакайте. Певица представила новую программу «Поцелуй на бис», и одноимённый — 9-й альбом. После отправилась в большой по городам России и СНГ. 25 и 26 мая 2011 на «Первом канале» вышел специальный выпуск программы «Пусть говорят», посвящённый 40-летнему юбилею певицы.
30 марта 2012 года у Орбакайте и Михаила Земцова родилась дочь Клавдия, названная в честь певицы Клавдии Шульженко и тёти и крёстной матери Аллы Пугачёвой — Клавдии Михайловны Словесник.
26 апреля 2013 года президент Российской Федерации Владимир Путин подписал указ о присвоении Кристине Орбакайте почётного звания «Заслуженный артист Российской Федерации» за заслуги в области искусства.
В 2012—2013 годах Орбакайте продолжила гастролировать с программой «Поцелуй на бис», тур проходил по городам России, Европы и США. В конце 2013 года выпустила 10-й студийный альбом «Маски».
14 августа 2014 года вышел фильм «Тайна четырёх принцесс» с Кристиной Орбакайте в главной роли. Этот фильм стал 17-й по счёту работой актрисы в кино.

### 2016—2021 годы
В апреле 2016 года Орбакайте получила премию «Шансон года» за композицию «Свадебная». В течение года гастролировала с программой «Маски» по городам России, Белоруссии и Латвии, впервые дала сольные концерты в Австралии. В июле выступила на международном музыкальном фестивале «Лайма Рандеву Юрмала». С октября 2016 года певице запрещён въезд на Украину. В декабре представила новое концертное шоу «Бессонница», а также одноимённый 11-й по счёту студийный альбом. В январе 2017 года шоу было показано на российском телевидении.
В июле 2018 состоялась премьера спектакля «Двое на качелях» в Московском театре «Современник», в котором Орбакайте сыграла роль Гитель Моска. Этот спектакль стал четвёртой театральной работой актрисы. В феврале 2018 представила клип, снятый к композиции «Фарс», которая вышла в качестве сингла в ноябре 2017 года. В сентябре 2018 года выпустила музыкальное видео на песню «Пьяная вишня».
В 2019 году представила клип к композиции «Теряю». В 2019 году прошли съёмки художественного фильма «Гардемарины IV», где Орбакайте сыграла роль Екатерины Великой.
В 2020 и 2021 годах приняла участие в праздничном концерте Валентина Юдашкина. 18 августа 2020 выпустила mood-video на песню «Свобода». Кадры пустых Москвы и Санкт-Петербурга были сняты во время карантина. 25 декабря 2020 представила клип на песню «Новый год, Come On».
25 мая 2021 года представила песню «Я — Кристина Орбакайте». 15 сентября была награждена премией «Икона стиля» Fashion People Awards. 17 сентября представила новую песню «Сон во сне». По её словам, композиция, в клипе на которую снялась её 8-летняя дочь Клавдия, для артистки очень личная. 10 декабря на XXVI церемонии вручения национальной музыкальной премии «Золотой граммофон» получила приз за вклад в развитие отечественной музыки.

### С 2022 года
В феврале 2022 года после начала вторжения России на Украину в социальной сети Instagram певица опубликовала запись с текстом «Только мирного неба! Нет войне!». Позднее запись была удалена и с тех пор никаких высказывании Орбакайте на данную тему не было. В мае 2022 года представила свою новую сольную программу «Юбилейный концерт», в рамках которой прозвучали известные хиты и новые песни. Через год после концерта на YouTube-канале артистки состоялась премьера видео-версии выступления.
В 2023 году в прокат вышли два фильма с участием Кристины Орбакайте «Любовь-морковь. Восстание машин» и «Гардемарины 1787. Мир». В апреле 2023 года певица выпустила песню «Алла будет петь», посвящённую своей матери.
В сентябре 2024 года сообщила о приостановлении концертной деятельности в России. Ранее, с января по март 2024 года, несколько городов отказались от проведения запланированных концертов певицы. Её последний концерт в России состоялся 1 марта 2024 года в петербургском БКЗ «Октябрьский». В интервью YouTube-каналу «Дежурный по Америке / RTVI US» она отметила, что сейчас ей гораздо ближе люди, находящиеся за пределами России: «Я обожаю приезжать на гастроли в свободные страны, когда зрители радуются жизни, могут себе все позволить… работать, отдыхать, иметь своё мнение. И они приходят на концерт, чтобы отдохнуть. А в России всегда сложные времена — то дефолты, то проблемы. Мы все это переживали вместе. Сегодня я хочу увидеть радостные глаза, поделиться песнями, показать шоу публике США и Канады. Да, все изменилось, времена изменились, и я тоже».
В апреле 2025 года Латвия запретила певице въезд в страну.

## Личная жизнь

#### Родители
Мать — Алла Борисовна Пугачёва (род. 1949), певица, актриса; народная артистка СССР (1991). Отец — Миколас Эдмундас Орбакас (род. 1945), артист цирка. Младший единокровный брат Фабианас Орбакас (род. 1985) — сын Миколаса Орбакаса.
В одном из интервью заявляла, что происходит из немецкого рода фон Орбахов, но во время войны её деду, который женился на польке и сражался с нацистами, пришлось сменить немецкую фамилию Орбах на литовскую — Орбакас. Приехав в Литву осенью 2001 года, Орбакайте заявила, что ничего подобного она не говорила.

#### Мужья и дети
В 1986—1997 годах жила в фактическом браке с Владимиром Пресняковым — младшим. Сын — Никита Пресняков (род. 21 мая 1991 года в Лондоне), музыкант и актёр.
В 1997—2001 годах жила в фактическом браке с бизнесменом Русланом Байсаровым. Сын — Дени Байсаров (род. 10 мая 1998 года в Москве).
С 9 марта 2005 года — брак с бизнесменом Михаилом Михайловичем Земцовым (род. 15 января 1978). Его родители: стоматолог Михаил Львович Файнберг и Валентина Ивановна Земцова. Дочь — Клавдия Земцова (род. 30 марта 2012 года в Майами).

## Творчество

### Дискография
Номерные альбомы
- 1994 — «Верность»
- 1996 — «Ноль часов ноль минут»
- 1998 — «Ты»
- 2000 — «Май»
- 2002 — «Верь в чудеса»
- 2003 — «Перелётная птица»
- 2005 — «My life»
- 2008 — «Слышишь — это я…»
- 2011 — «Поцелуй на бис»
- 2013 — «Маски»
- 2016 — «Бессонница»[71]

Сборники и компиляции
- 2001 — «The best»
- 2002 — «Океан любви»
- 2002 — «Grand. Часть 1»
- 2006 — «Grand. Часть 2»
- 2006 — «Лучшие песни»
- 2009 — «The Best CD1»
- 2010 — «The Best CD2»
- 2021 — «Свобода»

Разное
- 1999 — «Той женщине, которая…» — live-альбом
- 2000 — «Tango for three» — промосингл на англ. языке
- 2001 — «Remixes» — сборник ремиксов

DVD
- 2000 — «Концерт и лучшие видеоклипы» — концерт «Той женщине, которая…», 16 клипов, выступление в Монте-Карло
- 2001 — «LIVE» — концерт «Это — мой мир»
- 2005 — «My life» — одноимённый концерт
- 2012 — «Поцелуй на бис» — одноимённый концерт, прошедший 15 апреля 2011 в Кремле
- 2013 — «Маски» — DVD-промосингл

Концертные программы
- 1999 — «Той женщине, которая»
- 2001 — «Это мой мир»
- 2005 — «My Life»
- 2011 — «Поцелуй на бис»
- 2016 — «Бессонница»
- 2022 — «Юбилейный концерт»

### Избранная видеография
| 1985—1999 годы: - 1985 — «Пусть говорят» - 1987 — «Факир» - 1989 — «Талисман» - 1991 — «Ну почему» - 1992 — «Горькое похмелье» - 1993 — «Всё, что им нужно, это только любовь» - 1993 — «Поговорим» - 1994 — «Позови меня» - 1994 — «Круг луны, знак любви» - 1995 — «Танго втроём» - 1995 — «Ноль часов Ноль минут» - 1995 — «Бежит река» - 1996 — «Вербочки» - 1996 — «Без тебя» - 1996 — «Я тебя подожду» - 1997 — «Смородина» - 1997 — «Сыграй, рояль» - 1997 — «Зеркальце» - 1997 — «Эхо любви» - 1998 — «Если бы знать» - 1998 — «Любовь уходит по-английски» - 1999 — «Бесприютная душа» - 1999 — «Не бей любовь» | 2000—2005 годы: - 2000 — «Май» - 2000 — «Никогда» - 2000 — «Dancing Queen» - 2001 — «Мой мир» - 2001 — «Мой мир (Dance mix)» - 2001 — «Робот» - 2002 — «Дадидам» - 2002 — «Любовь, которой больше нет» (дуэт с Авраамом Руссо) - 2003 — «Просто любить тебя» (дуэт с Авраамом Руссо) - 2003 — «Перелётная птица» - 2003 — «Свет твоей любви» - 2003 — «Это просто сон» - 2003 — «Когда прощаются со сказкой» (дуэт с Николаем Басковым) - 2004 — «Я к тебе не вернусь» - 2004 — «Ты буди меня» - 2005 — «Каждый день с тобой» - 2005 — «Всё сначала» | 2006—2023 годы: - 2006 — «Я нарисую» - 2007 — «Спичка» - 2007 — «Опять метель» - 2008 — «Слышишь это я» - 2008 — «Солнце» - 2009 — «Хватит шоу» - 2010 — «Нежная» - 2010 — «Разрешаю только раз» - 2011 — «Ультрафиолет» (концертная версия) - 2012 — «Прогноз погоды» - 2013 — «Маски» - 2013 — «Свадебная» - 2014 — «Московская осень» - 2016 — «День пройдёт» - 2016 — «Ты мой» - 2016 — «Одна на двоих бессонница» - 2017 — «Подшофе» - 2018 — «Фарс» - 2018 — «Пьяная вишня» - 2018 — «Я считаю шагами недели» - 2019 — «Теряю» - 2020 — «Свобода» - 2020 — «Новый Год, Come On» - 2021 — «Я — Кристина Орбакайте» - 2021 — «Сон во сне» - 2022 — «Нравишься» - 2023 — «Алла будет петь» |

### Фильмография
Полужирным начертанием выделены фильмы, в которых Кристина Орбакайте сыграла главную роль.

| Год  |    | Название                             | Роль                                        |
| ---- | -- | ------------------------------------ | ------------------------------------------- |
| 1980 | ф  | Рецитал (фильм не был завершён)      | Алёна Вольнова в детстве                    |
| 1983 | ф  | Чучело                               | Лена Бессольцева                            |
| 1991 | ф  | Виват, гардемарины!                  | принцесса Фике (будущая Екатерина Великая)  |
| 1992 | ф  | Гардемарины — III                    | принцесса Фике (будущая Екатерина Великая)  |
| 1993 | тф | Благотворительный бал                | Ширли                                       |
| 1994 | ф  | Лимита                               | Катя                                        |
| 1995 | тф | Старые песни о главном               | девушка на выданье                          |
| 1995 | с  | Русский проект                       | Алла Пугачёва в молодости («Верь в себя»)   |
| 1996 | тф | Старые песни о главном 2             | начинающая певица                           |
| 1997 | мф | Незнайка на Луне                     | журналистка Звёздочка (в сериях 4-9, 11-12) |
| 1997 | ф  | Дорога, дорогой, дорогая             | Кристина                                    |
| 1997 | тф | Новейшие приключения Буратино        | Буратино, певица                            |
| 1997 | тф | Старые песни о главном 3             | Марта из «Мюнхгаузена»                      |
| 1999 | ф  | Фара                                 | незнакомка                                  |
| 2000 | ф  | Истинные происшествия                | девушка из седьмого номера                  |
| 2000 | тф | Старые песни о главном. Постскриптум | Агнета Фельтског                            |
| 2001 | ф  | Женское счастье                      | любовница                                   |
| 2003 | тф | Снежная королева                     | Герда                                       |
| 2004 | с  | Московская сага                      | Вера Горда (прототип — певица Нина Дорда)   |
| 2004 | с  | Родственный обмен                    | Саша / Алекс                                |
| 2005 | тф | Ночь в стиле Disco                   | камео                                       |
| 2005 | тф | Первый Скорый                        | камео                                       |
| 2006 | тф | Первый дома                          | камео                                       |
| 2007 | ф  | Любовь-морковь                       | Марина Голубева                             |
| 2007 | тф | Заговор                              | Александра Фёдоровна (жена Николая II)      |
| 2007 | тф | Королевство кривых зеркал            | участница от Индии                          |
| 2008 | тф | Красота требует...                   | камео                                       |
| 2008 | ф  | Любовь-морковь-2                     | Марина Голубева                             |
| 2010 | тф | Морозко                              | Баба-яга                                    |
| 2011 | ф  | Любовь-морковь-3                     | Марина Голубева                             |
| 2013 | тф | Три богатыря                         | королева                                    |
| 2014 | ф  | Бульварное кольцо                    | Тоня                                        |
| 2014 | ф  | Тайна четырёх принцесс               | королева                                    |
| 2018 | ф  | Золушка                              | Светская львица                             |
| 2022 | тф | Тест на беременность 3               | Нина Артамонова                             |
| 2023 | ф  | Любовь морковь 4                     | Марина Голубева                             |
| 2023 | ф  | Гардемарины 1787. Мир                | Екатерина Великая                           |
| 2023 | ф  | Гардемарины 1787. Война              | Екатерина Великая                           |

### Театральные работы
- 1995 — «Понедельник после чуда» по пьесе У. Гибсона (театр «Игроки»; антрепризный спектакль) — Хелен Келлер[11]
- 1997—2000 — «Барышня-крестьянка» по произведению А. С. Пушкина (театр им. М. Н. Ермоловой) — Елизавета Берестова[11]
- 2001 — «Даная» по пьесе Ю. В. Волкова («Московский государственный театр эстрады»; антрепризный спектакль) — Фрина[11]
- 2018 — «Двое на качелях» по произведению У. Гибсона (театр «Современник») — Гитель Моска[11]

## Работа в рекламе
- Сеть магазинов «Снежная королева»[73].
- Питьевая вода «Святой источник»[74].
- Сеть парфюмерных магазинов «Рив Гош»[75].
- Косметический бренд «Чёрный жемчуг»[76].

## Признание

#### Государственные награды

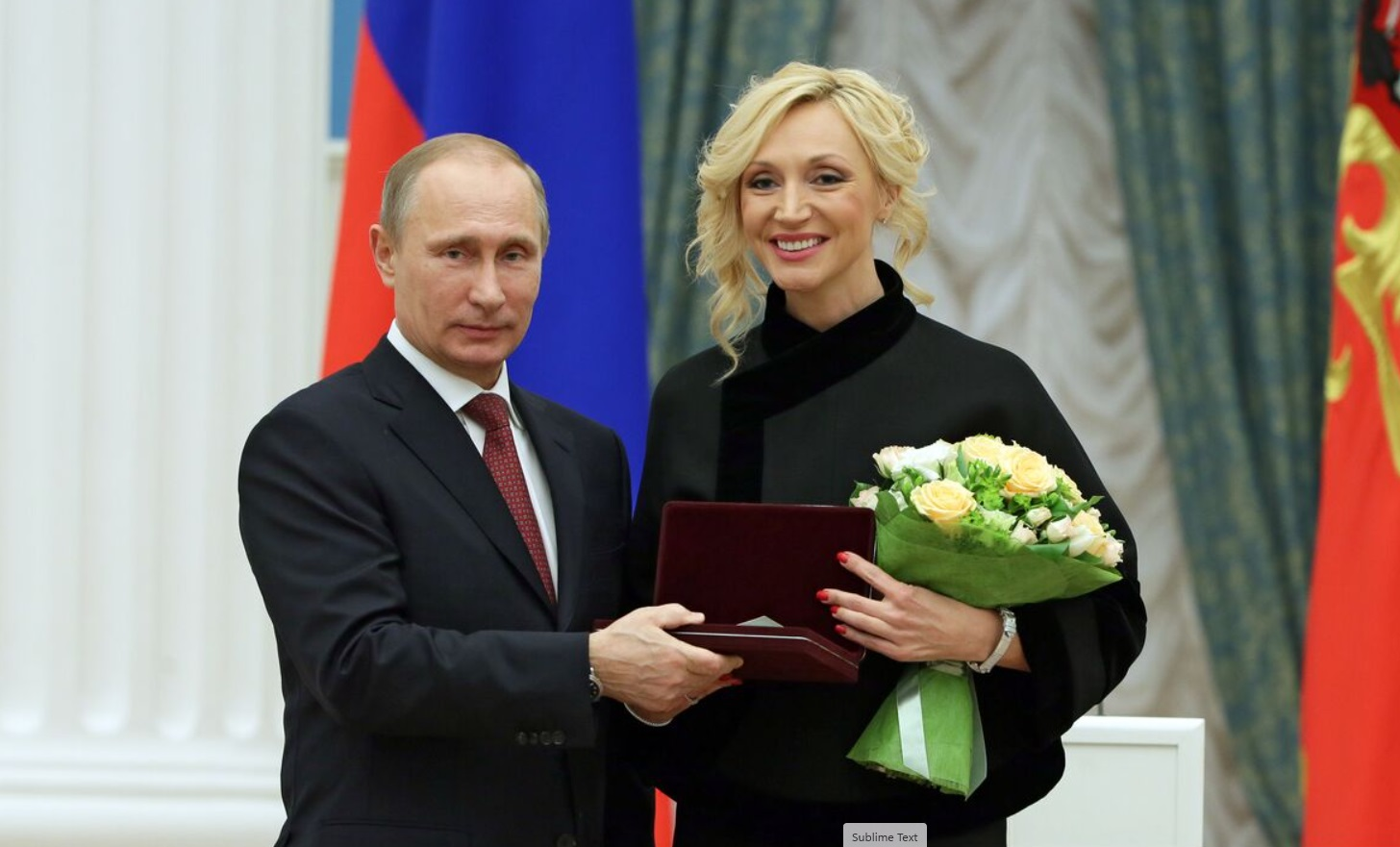
Владимир Путин вручает удостоверение и знак «Заслуженного Артиста России» Кристине Орбакайте. 28 декабря 2013 года

- 2013 — почётное звание «Заслуженный артист Российской Федерации» — за заслуги в области искусства[35][77]

#### Другие награды, музыкальные премии
«Золотой граммофон»
- 1996 — за песню «Если дождь по стеклу»
- 1997 — за песню «Сыграй, рояль»
- 1998 — за песню «Ты»
- 1999 — за песню «Бесприютная душа»
- 2000 — за песню «Май»
- 2001 — за песню «Мой мир»[78]
- 2002 — за песню «Любовь, которой больше нет» в дуэте с Авраамом Руссо[21]
- 2003 — за песню «Просто любить тебя» в дуэте с Авраамом Руссо[22]
- 2004 — за песню «Перелётная птица»[79]
- 2005 — за песню «Ты ненормальный»[80]
- 2012 — за песню «Прогноз погоды» в дуэте с группой «Дискотека Авария»[81]
- 2021 — за вклад в развитие отечественной музыки[82]

«Премия Муз-ТВ»
- 2005 — в номинации «Лучшая исполнительница года»[23][24]
- 2006 — в номинации «Лучшая исполнительница года»[25][26]
- 2012 — в номинации «Лучший дуэт года» с группой «Дискотека Авария», песня «Прогноз погоды»[83]

Прочие
- 1996 — Благодарность президента Российской Федерации — за большой вклад в становление российской демократии, творческое и инициативное участие в подготовке и проведении кампании всенародных выборов Президента Российской Федерации 1996 года[77][84][11]
- 2000 — лауреат международной премии в области популярной музыки «The World Music Awards». Премия вручена Кристине Орбакайте, как самой распродаваемой певице России[16][17][18][77]
- 2001 — лауреат премии «Овация» в номинации «Солистка года»[85]
- 2002 — лауреат международной премии в области популярной музыки «The World Music Awards». Премия вручена Кристине Орбакайте, как самой распродаваемой певице России[20][86]
- 2005 — лауреат премии «Олимпия» Российской Академии бизнеса и предпринимательства[87]
- 2006 — лауреат премии «Бриллиантовая шпилька» (Первая церемония) в номинации «Блондинка с припевом» (специальная премия, учреждённая «Новинским Пассажем» для самых главных блондинок нашего времени)[88]
- 2006 — премия «Fashion Awards» в номинации «Fashion и кино»[77][89]
- 2007 — лауреат премии «Бриллиантовая шпилька» (Вторая церемония) в номинации «Блондинка напрокат» (специальная премия, учреждённая «Новинским Пассажем» для самых главных блондинок нашего времени)[77][90]
- 2009 — лауреат ежегодной премии в области популярной музыки «Звуковая дорожка» в номинации «Персона года»[77][91]
- 2012 — лауреат ежегодной музыкальной премии «20 лучших песен» по версии сводного национального музыкального чарта «Красная звезда» и «Первого канала» за песню «Прогноз Погоды» (16 место чарта за 2012 год) в дуэте с группой «Дискотека Авария»[92][93]
- 2013 — лауреат первой церемонии вручения премии «Top Hit Music Awards» по итогам чарта портала «Top Hit» за 2012 год в номинации «Самый популярный дуэт» — Кристина Орбакайте и группа «Дискотека Авария» — за исполнение песни «Прогноз погоды»[94][95]
- 2018 — почётное звание «Народный артист Кабардино-Балкарской Республики» — за большой вклад в развитие отечественной культуры и искусства[96]
- 2022 — Музыкальная премия телеканала RU.TV — победа в номинации «Связь поколений» за клип «Сон во сне»[97]